# Dick's Picks Volume 19
Dick's Picks Volume 19 je koncertní trojalbum americké rockové skupiny Grateful Dead, nahrané 19. října 1973 v Oklahoma City v Oklahomě a vydané v roce 2000. Jedná se o devatenáctou část série Dick's Picks.

## Seznam skladeb
| Disk 1 | Disk 1                           | Disk 1                          | Disk 1 |
| Pořadí | Název                            | Autor                           | Délka  |
| ------ | -------------------------------- | ------------------------------- | ------ |
| 1.     | Promised Land (první set)        | Chuck Berry                     | 3:44   |
| 2.     | Sugaree (první set)              | Jerry Garcia, Robert Hunter     | 8:18   |
| 3.     | Mexicali Blues (první set)       | Bob Weir, John Barlow           | 3:58   |
| 4.     | Tennessee Jed (první set)        | Garcia, Hunter                  | 8:00   |
| 5.     | Looks like Rain (první set)      | Weir, Barlow                    | 8:05   |
| 6.     | Don't Ease Me In (první set)     | traditional, arr. Grateful Dead | 4:24   |
| 7.     | Jack Straw (první set)           | Weir, Hunter                    | 5:32   |
| 8.     | They Love Each Other (první set) | Garcia, Hunter                  | 5:44   |
| 9.     | El Paso (první set)              | Marty Robbins                   | 4:51   |
| 10.    | Row Jimmy (první set)            | Garcia, Hunter                  | 9:23   |

| Disk 2 | Disk 2                                            | Disk 2                          | Disk 2 |
| Pořadí | Název                                             | Autor                           | Délka  |
| ------ | ------------------------------------------------- | ------------------------------- | ------ |
| 1.     | Playing in the Band (první set)                   | Weir, Mickey Hart, Hunter       | 18:23  |
| 2.     | China Cat Sunflower (druhý set)                   | Garcia, Hunter                  | 9:11   |
| 3.     | I Know You Rider (druhý set)                      | traditional, arr. Grateful Dead | 6:18   |
| 4.     | Me and My Uncle (druhý set)                       | John Phillips                   | 3:34   |
| 5.     | Mississippi Half-Step Uptown Toodeloo (druhý set) | Garcia, Hunter                  | 7:30   |
| 6.     | Big River (druhý set)                             | Johnny Cash                     | 4:52   |

| Disk 3 | Disk 3                          | Disk 3                                                   | Disk 3 |
| Pořadí | Název                           | Autor                                                    | Délka  |
| ------ | ------------------------------- | -------------------------------------------------------- | ------ |
| 1.     | Dark Star (druhý set)           | Garcia, Bill Kreutzmann, Phil Lesh, Pigpen, Weir, Hunter | 15:45  |
| 2.     | Mind Left Body Jam (druhý set)  | Grateful Dead                                            | 10:41  |
| 3.     | Morning Dew (druhý set)         | Bonnie Dobson, Tim Rose                                  | 13:55  |
| 4.     | Sugar Magnolia (druhý set)      | Weir, Hunter                                             | 10:10  |
| 5.     | Eyes of the World (1. přídavek) | Garcia, Hunter                                           | 14:31  |
| 6.     | Stella Blue (1. přídavek)       | Garcia, Hunter                                           | 7:57   |
| 7.     | Johnny B. Goode (2. přídavek)   | Berry                                                    | 4:08   |

## Sestava
- Jerry Garcia – sólová kytara, zpěv
- Bob Weir – rytmická kytara, zpěv
- Phil Lesh – basová kytara, zpěv
- Keith Godchaux – piáno
- Donna Godchaux – zpěv
- Bill Kreutzman – bicí